# Коник (річка)
Коник — річка  в Україні, у Голосіївському  районі  м. Києва. Ліва притока Віти  (басейн Дніпра).

## Опис
Довжина річки приблизно 5 км.

## Розташування
Бере  початок у межах селища Корчуватого. Тече переважно на південний схід понад Жуковим островом і біля Віти-Литовської впадає у річку Віту, праву притоку Дніпра.